# Мітчик-МЕС
Мітчик-МЕС (Мітчик-калібр), (рос. метчик МЕС (метчик-калибр); англ. MEC screw grab, internal thread gage, tap-gage, нім. Markierer m МЕС) — пристрій, призначений для захоплення (врізання) вґвинчуванням у різь муфти i для витягування аварійних труб із свердловини.

## МІТЧИКИ-КАЛІБРИ ЗВІЛЬНЮВАЛЬНІ
МІТЧИКИ-КАЛІБРИ ЗВІЛЬНЮВАЛЬНІ, (рос. метчики-калибры освобождающиеся; англ. releasing collar grabs; нім. Freisetzungskalibermarkierer m pl) — пристрої, які використовуються для захоплення і витягування насосно-компресорних труб (НКТ) цілою колоною за муфту або частинами шляхом відкручування, а в разі прихоплення НКТ від'єднуються від труб.